# Codificació de carreteres a Catalunya

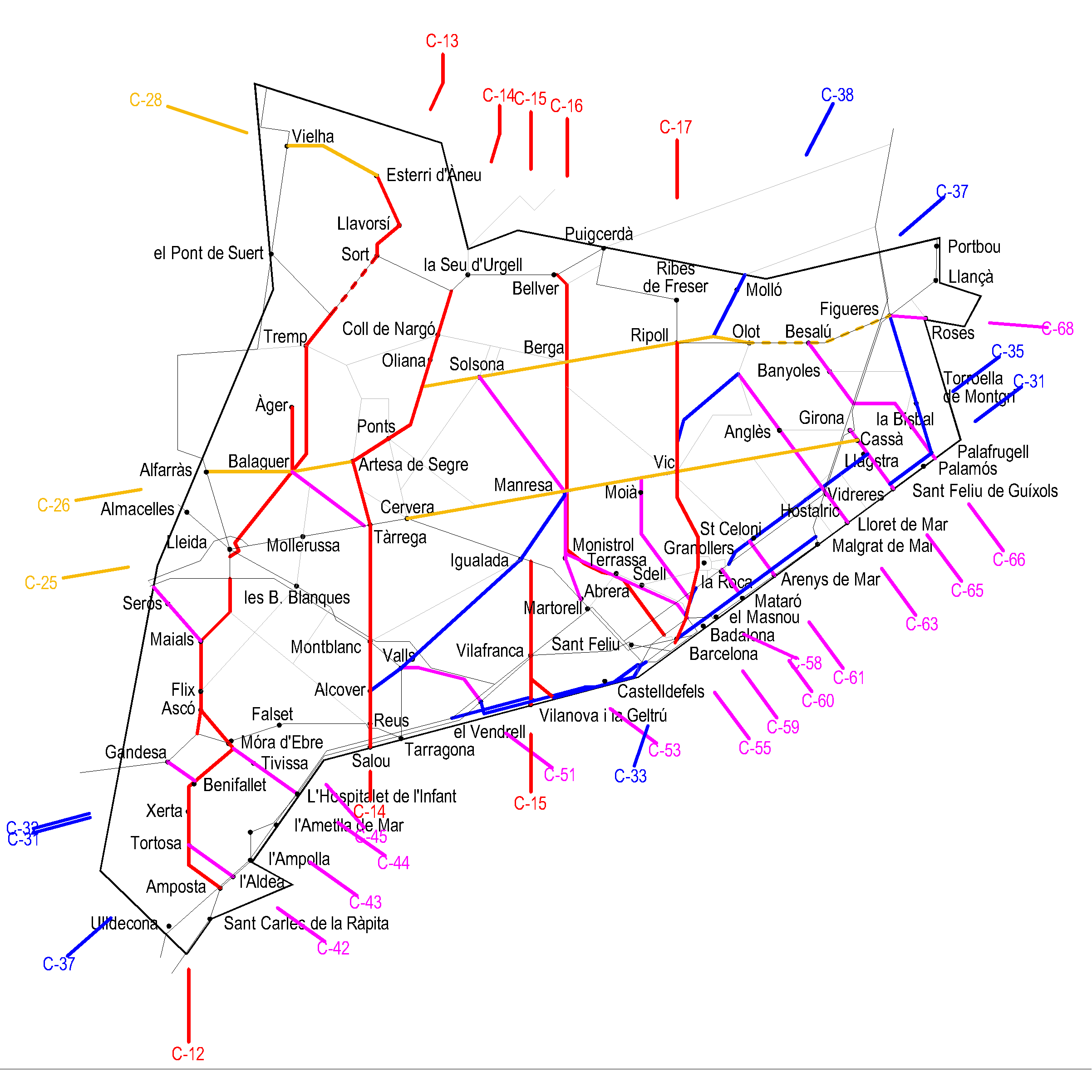
Esquema de carreteres de Catalunya amb les carreteres amb codificació de 2001 ressaltades

El 2001 es va posar en marxa a Catalunya un nou sistema de codificació de les carreteres a Catalunya. Aquest nou sistema només s'aplica a aquelles carreteres de la xarxa bàsica la titularitat de les quals és de la Generalitat de Catalunya. La nova codificació havia estat aprovada dos anys abans (decret 261/1999).

## Història
La codificació anterior, que segueix vigent a la Xarxa de Carreteres de l'Estat, va ser aprovada amb el Plan general de obras públicas del 1939, en plena postguerra, que serví per reconstruir la xarxa viària espanyola després del conflicte.
Aquest sistema de numeració estava realitzat amb un punt de vista radial respecte Madrid, atès la situació política de la dictadura i que el pla aprofitava les poques carreteres ja existents que permetien el trànsit de vehicles a motor, que formaven part del Circuito Nacional de Firmes Especiales, elaborat el 1926.
Aquest pla es referia a una xarxa que no tenia res a veure amb la del 2001 -en molts casos, perquè abans del pla no hi havia carreteres pròpiament dites-, amb la utilització d'un sistema de jerarquies basat en la xarxa de carreteres nacionals i comarcals, i en un sistema radiocèntric a partir de Madrid. Una vegada el govern central traspassà competències de carreteres a les comunitats autònomes el 1998, aquestes elaboraren noves numeracions.
A més, s'hi havien d'incorporar a la nova numeració la gran quantitat de carreteres construïdes originalment per l'Estat i que aquest cedí a la xarxa autonòmica, com per exemple la C-33.
És destacable mencionar que aquest sistema de nomenclatura radial que encara és empleat a la xarxa estatal va ser creat pel enginyer lleidatà Victorià Muñoz i Oms.

### Sistema de codificació 1939 - 2001
Per a aquest sistema, s'utilitzaven habitualment una o dues lletres i tres dígits:
- La lletra o lletres per al tipus de carretera:

- N per a les carreteres nacionals (que unien capitals de província),
- C per a les comarcals (que unien comarques), i
- La inicial o inicials de la província per a les provincials (la resta de carreteres).
- El primer dígit per al sector:

La carretera Nacional II, o N-II, que s'inicia a Madrid, i que encara avui travessa Catalunya d'oest a est fins a Barcelona, i de sud a nord fins a La Jonquera, dividia Catalunya en dos sectors que s'utilitzaven per a la codificació:
- el sector 1 (entre l'N-I de Madrid a Irun i l'N-II), al nord, i
- el sector 2 (entre l'N-II i l'N-III de Madrid a València), al sud, i entre l'N-II i la costa, a l'est.
- El segon dígit per a la distància a Madrid (grosso modo) de l'origen de la carretera:

- 1 fins a 100 km
- 2 entre 100 i 200 km
- 3 entre 200 i 300 km
- 4 entre 300 i 400 km
- 5 entre 400 i 500 km
- 6 més de 500 km
- El tercer dígit per la direcció de la carretera segons la posició de Madrid:

- Xifra parell si és perifèrica respecte Madrid (el 0 es considera xifra parell).
- Xifra senar si és radial respecte Madrid.
Així, la carretera de Girona a Sant Feliu de Guíxols (C-250) es codificava de la manera següent:
- C en tractar-se d'una carretera comarcal,
- 2 per a indicar el sector 2 en què se situava, ja que va des de la N-II fins a la costa,
- 5 per a indicar el fet que es trobava entre 400 i 500 km de Madrid, i
- 0 per a indicar que mantenia una direcció perifèrica respecte a Madrid.

## La nova codificació
És un sistema més senzill i adequat atès que només ha de servir el territori de Catalunya, en forma de malla (similar al que utilitza Alemanya, per exemple) que es basa en la geografia catalana i la xarxa prevista pel Pla de carreteres, i pretén que el codi sigui un element de guia, al mateix temps que tracta la xarxa de manera integrada, al marge de qui en sigui el titular. Utilitza la lletra C (de Catalunya) per a les carreteres a càrrec de la Generalitat i dos dígits:
- El primer dígit classifica les carreteres en 6 tipus segons la direcció dominant i la seva situació:

- 1 sud - nord
- 2 oest - est
- 3 sud-oest - nord-est (paral·leles a la costa)
- 4 sud-est - nord-oest (perpendiculars a la costa) de la zona sud de Catalunya
- 5 sud-est - nord-oest (perpendiculars a la costa) de la zona central de Catalunya
- 6 sud-est - nord-oest (perpendiculars a la costa) de la zona nord de Catalunya
- El segon dígit representa el número d'ordre sobre el territori, i es compta ordenadament segons el sentit de les direccions establertes, tot deixant codis vacants per a futures vies.

Exemples:
- L'Eix Transversal (Cervera - Girona) es codifica com C-25 perquè és la cinquena que segueix la direcció est-oest.
- L'autopista Manresa - Barcelona és la C-16 perquè és la sisena que va de nord a sud.
- La carretera d'Arenys de Mar a Sant Celoni és la C-61 perquè és la primera de la zona nord que és perpendicular a la costa.

És important tenir en compte que algunes carreteres poden tenir dues denominacions, la catalana i l'europea, ja que poden formar part dels grans eixos europeus que uneixen Catalunya amb Europa, pel nord, i la resta d'Espanya, pel sud i l'oest. Per exemple, l'autopista de Manresa, a més de ser la C-16, és l'E09 perquè forma part d'aquest eix europeu que va de Barcelona a Orleans (França).

### Llista de carreteres amb el codi actual
| Eixos sud-nord - C-12 Amposta-Àger (Eix Occidental) - C-13 Lleida-Esterri d'Àneu (Eix del Pallars) - C-14 Salou-La Seu d'Urgell (Eix Tarragona-Andorra) - C-15 Vilanova i la Geltrú-Igualada (Eix Garraf-Anoia) - C-16 Barcelona-Puigcerdà (Eix del Llobregat) - C-17 Barcelona-Ripoll (Eix del Congost) | C1x   |
| Eixos oest-est - C-25 Cervera-Girona (Eix Transversal) - C-26 Alfarràs-Olot (Eix Prepirinenc) - C-28 Vielha-Esterri d'Àneu (Eix Pirinenc) | C2x   |
| Eixos sud-oest-nord-est - C-31 El Vendrell-Figueres (Eix Costaner) - C-32 El Vendrell- Tossa de Mar (Corredor del Mediterrani) - C-33 Barcelona-Montmeló - C-35 Parets del Vallès-Llagostera - C-37 Alcover-Olot - C-38 Sant Joan de les Abadesses-Molló | C3x   |
| Eixos sud-est-nord-oest - C-42 L'Aldea -Tortosa - C-43 Benifallet-Gandesa - C-44 L'Hospitalet de l'Infant-Móra la Nova - C-45 Maials-Seròs - C-51 El Vendrell-Alcover - C-53 Vilagrassa-Balaguer - C-55 Abrera-Solsona - C-58 Barcelona-Castellbell i el Vilar - C-59 Santa Perpètua de Mogoda-Santa Maria d'Oló - C-60 Argentona-La Roca del Vallès - C-61 Arenys de Mar-Sant Celoni - C-62 Gironella-C-25 KM 170 - C-63 Lloret de Mar-Olot (Eix Selva-Garrotxa) - C-65 Sant Feliu de Guíxols-Girona - C-66 Palafrugell-Besalú | C456x |

Brancs i connexions
- C-12B Branc d'Ascó
- C-15B Branc de Sitges
- C-15Z Branc de Canyelles
- C-16C Branc de Manresa
- C-25D Branc de Vic
- C-31B Branc de Tarragona
- C-31C Branc del Prat de Llobregat
- C-31D Branc de Mataró Sud
- C-31E Branc de Mataró Nord
- C-32B Branc de l'aeroport
- C-58C Branc de la Ronda Oest de Sabadell